# Životická tragédie

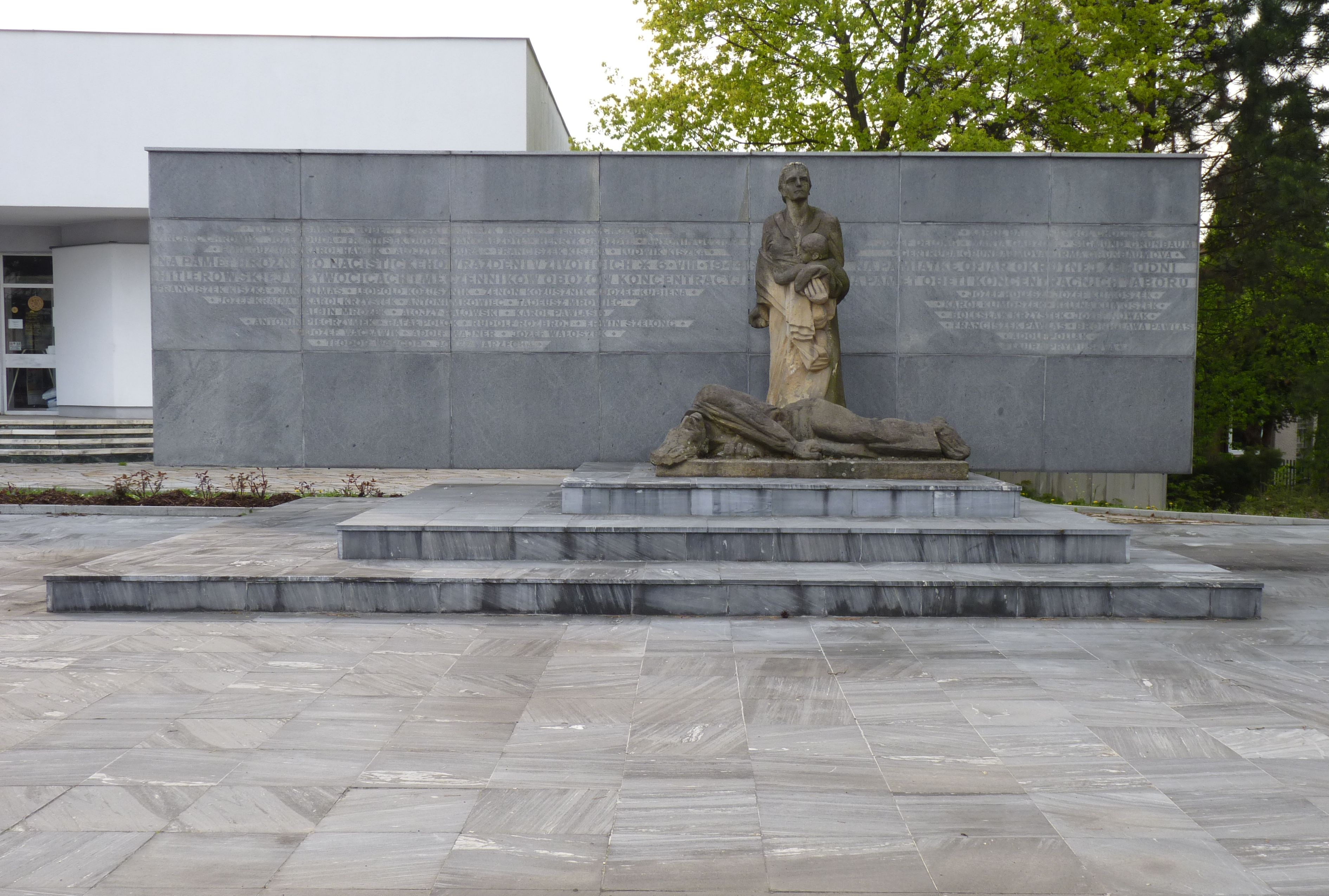
Památník životické tragédie v Životicích (2011)

Životická tragédie je označení odvetné akce nacistických bezpečnostních složek v roce 1944 proti obyvatelům obce Životice (dnes součást Havířova v okrese Karviná v Moravskoslezském kraji).

## Příčina tragédie
Příčinou tragédie byla přestřelka mezi partyzány a gestapem 4. srpna 1944 v životické hospodě Isidora Mokrosze (partyzáni napadli příslušníky gestapa, kteří zde zrovna byli). Při této přestřelce byli zabiti tři příslušníci gestapa, jeden partyzán a hostinský.

## Německá odveta

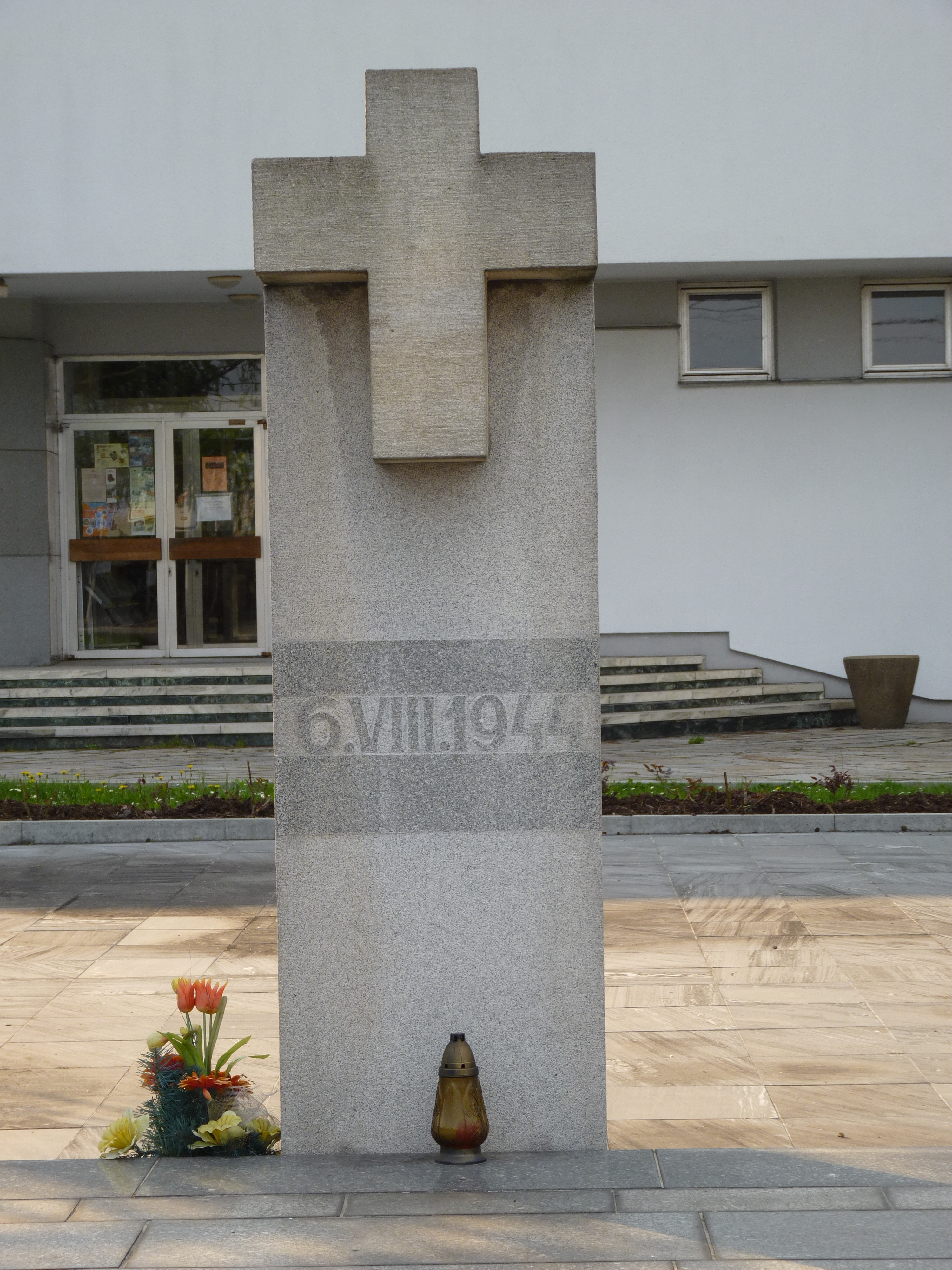
Památník životické tragédie (2011)

V odvetě za tuto akci byla obec 6. srpna ráno obklíčena a byli zastřeleni všichni muži, kteří neprokázali německou státní příslušnost. Dohromady bylo zastřeleno 36 lidí z Životic, Horní a Dolní Suché a Horního Těrlicka. Národnostně se jednalo o 28 Poláků a 8 Čechů. Gestapo při tomto zásahu nemělo občany nijak vytipováno, proto lidé, kteří se tou dobou nacházeli mimo území obce, zastřeleni nebyli. Dalších 31 lidí bylo gestapem odvedeno do koncentračních táborů, odkud se vrátili jen čtyři. Těla zastřelených byla odvezena do Orlové, kde byla pohřbena do hromadného hrobu na židovském hřbitově.

## Po události
24. června 1945 byla těla exhumována a převezena zpět do Životic, kde byla pohřbena. 25. září 1949 byla nad hrobkou odhalena mohyla, jejímž autorem byl karvinský akademický sochař a malíř Franciszek Świder. Na místech vražd je celkem 26 kamenných pomníčků s vytesanými jmény obětí. V současnosti[kdy?] je životický památník součástí Muzea Těšínska. Otevřený je po domluvě.
V roce 2023 byly nákladem polského ministerstva kultury zrenovovány pomníčky na místech vražd. V témže roce spolek Životice sobě nainstaloval k pomníčkům stojany s QR kódy, po jejichž načtení si mohou návštěvníci přečíst základní informace.[zdroj?]
V roce 2024, tedy v roce 80. výročí tragédie, umístil spolek Životice sobě do veřejného prostoru informační cedule v polském a českém jazyce. Zároveň vyznačil dvanáctikilometrovou trasu, která vede ke všem pomníčkům a několika dalším místům spjatým se životickým masakrem.[zdroj?]
V roce 2024 výtvarník Khoma, pravnuk jednoho ze zavražděných mužů, namaloval na stavení uprostřed Životic velkoplošný mural zpodobňující poslední vteřiny života svého praděda těsně před popravou. Prostranství u muralu se stalo místem, kde se pozůstalí, obyvatelé Životic a další lidé scházejí v den výročí k vykonání piety.[zdroj?]